# Sotto i cieli di Rino
Sotto i cieli di Rino (2003) è una doppia raccolta postuma del cantautore italiano Rino Gaetano. Nel 2005 è stata pubblicata una raccolta di tre cd dal titolo Sotto i cieli di Rino Special Edition contenente cinquanta brani, tra cui 4 inediti in spagnolo.
La raccolta non aggiunge altro alle precedenti "Gianna e le altre" (1990) e "La storia" (1998), se non una versione remixata de "Ma il cielo è sempre più blu", a cura di dj Molella, accolta con scarso successo dai fan del cantautore, che si segnala per la presenza di alcuni versi che poi furono censurati nella versione originale.

## Tracce

### CD1
1. Ma il cielo è sempre più blu (Molella remix) - 3:13
2. Nuntereggae più - 5:11
3. Berta filava - 3:41
4. Spendi spandi effendi - 4:04
5. Aida - 4:27
6. Mio fratello è figlio unico - 3:20
7. Escluso il cane - 4:19
8. Io scriverò - 4:15
9. E io ci sto - 4:07
10. Ti ti ti ti - 3:18
11. Michele o' pazzo è pazzo davvero - 3:38
12. E cantava le canzoni - 3:18
13. Rare tracce - 2:52

### CD2
1. Gianna - 3:53
2. Ahi Maria - 5:38
3. Sfiorivano le viole - 5:00
4. I tuoi occhi sono pieni di sale - 2:55
5. Tu, forse non essenzialmente tu - 3:38
6. Cogli la mia rosa d'amore - 4:02
7. Ad esempio a me piace il sud - 4:16
8. A Khatmandu - 2:56
9. Sei ottavi - 3:21
10. Le beatitudini - 3:54
11. Nel letto di Lucia - 4:43
12. Glu glu - 2:38
13. Ma il cielo è sempre più blu (2ª parte) - 4:13

## Sotto i cieli di Rino Special Edition

### CD1
1. I Love You Maryanna - 4:02
2. Jaqueline - 3:16
3. Tu forse non essenzialmente tu - 3:36
4. Supponiamo un amore - 3:41
5. A Khatmandu - 2:53
6. E la vecchia salta con l'asta - 3:33
7. Agapito Malteni il ferroviere - 2:51
8. Ad esempio a me piace il sud - 4:13
9. I tuoi occhi sono pieni di sale - 2:52
10. L'operaio della Fiat "La 1100" - 2:51
11. Ma il cielo è sempre più blu - 4:31
12. Berta filava - 3:39
13. Mio fratello è figlio unico - 3:19
14. Sfiorivano le viole - 5:00
15. Rosita - 3:51
16. Cogli la mia rosa d'amore - 4:00
17. Al compleanno della zia Rosina - 3:49
18. La zappa, il tridente, il rastrello, la forca, l'aratro, il falcetto, il crivello, la vanga - 4:26

### CD2
1. Aida - 4:21
2. Rare tracce - 2:52
3. La festa di Maria - 2:47
4. Escluso il cane - 4:13
5. Fontana chiara - 2:27
6. Spendi spandi effendi - 3:59
7. Sei ottavi - 3:17
8. Gianna - 3:50
9. Capofortuna - 3:29
10. Cerco - 3:16
11. Dans le château - 2:17
12. Fabbricando case - 4:02
13. Stoccolma - 3:26
14. Solo con io - 3:13
15. Nel letto di Lucia - 4:40
16. Io scriverò - 4:09

### CD3
1. Ay Maria (versione spagnola di Ahi Maria) - 4:58
2. Maestra del amor (versione spagnola di Resta vile maschio, dove vai?) - 4:23
3. Corta el rollo ya (versione spagnola di Nunteraggaepiù) - 3:49
4. Y cantaba las canciones (versione spagnola di E cantava le canzoni) - 3:17
5. Visto che mi vuoi lasciare - 3:23
6. Grazie a Dio grazie a te - 2:28
7. Al bar dello sport (ovvero sogghigni e sesso) - 5:05
8. E io ci sto - 4:04
9. Sombrero - 2:18
10. Scusa Mary - 6:15
11. Jet set - 4:43
12. Michele 'o pazzo è pazzo davvero - 3:34
13. Metà Africa, metà Europa - 3:36
14. Ti ti ti ti - 3:15
15. A mano a mano - 3:34
16. Le beatitudini - 3:48